# Caps de Virginie

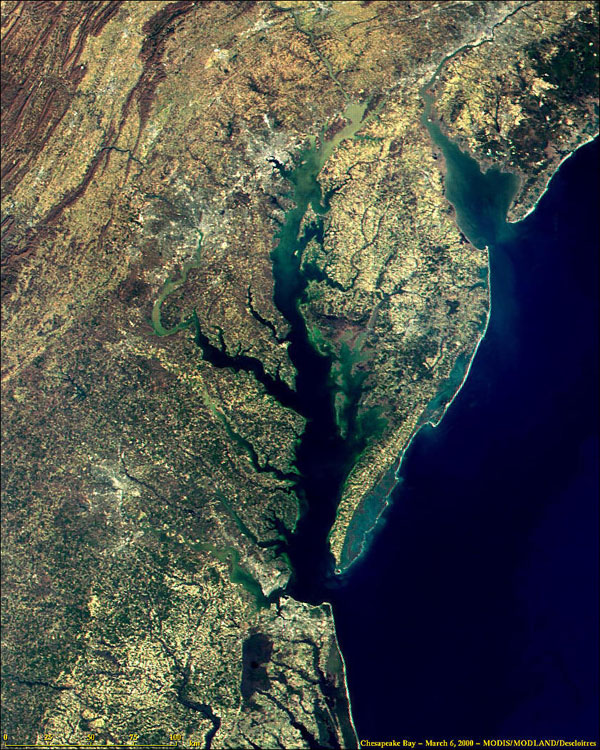
Vue satellite de la baie du Chesapeake (au centre). On peut observer les deux caps correspondants.

Le nom de caps de Virginie est le nom général attribué aux deux caps de cap Charles, au nord, et de cap Henry, au sud, qui définissent l'entrée de la baie de Chesapeake sur la côte est des États-Unis.
La baie du Chesapeake revêt une importance historique pour les États-Unis. C'est en effet le lieu de la fameuse bataille de la baie de Chesapeake qui a lieu le 5 septembre 1781 entre la Royale française dirigée par le Comte de Grasse et la Royal Navy de l'admiral Graves. La victoire décisive de la France dans le cadre de la guerre d'indépendance des États-Unis permet de débuter quelques jours plus tard le siège de Yorktown. Cette bataille est d'ailleurs parfois nommée bataille des caps de Virginie.